# Врубовский поселковый совет (Лутугинский район)
Врубовский поселковый совет (укр. Врубівська селищна рада) — административно-территориальная единица Лутугинского района Луганской области Украины.

## Населённые пункты совета
- пгт Врубовский
- пгт Ленина
- пос. Новопавловка

## Адрес поссовета
92020, Луганская обл., Лутугинский р-н, пгт. Врубовский, ул. Щорса, 1; тел. 15-2-50